# Ibrahim Tanko Muhammad
 (juillet 2025).
Ibrahim Tanko Muhammad (né le 31 décembre 1953) est un juriste nigérian qui officie comme juge de la cour suprême du Nigeria de 2006 à 2022 et comme ministre de la justice du Nigeria de 2019 jusque sa démission en juin 2022 citant des problèmes de santé comme raison de sa décision,,,. Il était auparavant juge de la cour d'appel du Nigeria,.